# 城郊镇 (潞西市)
城郊镇是云南省德宏傣族景颇族自治州芒市（时称潞西市）曾经下辖的一个镇，驻地在芒市城北的大湾村公所街坡村，傣族、汉族是镇内主要民族:1090。城郊镇已于2005年撤销。

## 历史
1957年芒市坝区划出允社乡、芒市镇设城关区。1958年废除东北练文化站，其下辖的5个乡（中东、下东、河心厂、象滚塘、云茂）和芒市坝区的允岗、允茂、允勒茂3个乡划入城关区。1958年10月，潞西县推行人民公社化运动，城关区分为红星公社和金星公社，1959年恢复城关区。1963年允岗、允茂两个乡划回风平区（芒市坝区更名）。1964年，区内的中东乡分设出回贤乡。1965年，芒市镇从城关区中分设出，升格为区级镇。1969年再次实行人民公社化，城关区改为献忠公社，1971年复名城关公社。1973年象滚塘、云茂、河心场分出成立象滚塘公社。1984年初潞西县废人民公社体制，开始设区建乡体制改革，城关公社更名为城郊区。1987年10月，潞西县施行区乡体制改革，城郊区改为城郊乡。:28-311998年，城郊乡撤乡设镇成立城郊镇。2005年11月，城郊镇撤销，辖区并入芒市镇:2554。

## 地理
城郊镇位于芒市（时称潞西市）的东北部，水资源丰富。全乡面积247平方千米，共有耕地42,588亩，其中水田27,846亩，森林覆盖率51.8%。1990年产粮占全县产量的11%，甘蔗产量占8.8%。:34-35

## 行政区划
城郊镇下辖以下地区：
大湾村、下东村、那怀村、松树寨村、中东村、芒黑村和回贤村。:472-476